# Göhlen (Neuzelle)
Göhlen (niedersorbisch Gólin) ist ein Ortsteil der Gemeinde Neuzelle im Landkreis Oder-Spree in Brandenburg.

## Geografie und Verkehrsanbindung
Der Ort liegt an der L 45.

## Sehenswürdigkeiten

### Baudenkmale
In der Liste der Baudenkmale in Neuzelle ist für Göhlen ein Baudenkmal aufgeführt:
- Die von 1823 bis 1825 erbaute Dorfkirche ist eine Saalkirche aus Bruchstein. Sie wurde von 1987 bis 1990 restauriert.[2]

### Naturschutzgebiete
Südlich von Göhlen liegt das Naturschutzgebiet (NSG) Große Göhlenze und Fichtengrund im Naturpark Schlaubetal und südwestlich das NSG Trautzke-Seen und Moore.
(siehe auch Liste der Naturschutzgebiete im Landkreis Oder-Spree)

### Landschaftsschutzgebiete
Südlich von Göhlen erstreckt sich das 45 ha große Landschaftsschutzgebiet Göhlensee.
(siehe auch Liste der Landschaftsschutzgebiete in Brandenburg)